# Ballspielverein Borussia 09 Dortmund 2016-2017
Questa pagina raccoglie i dati riguardanti il Ballspielverein Borussia 09 Dortmund nelle competizioni ufficiali della stagione 2016-2017.

## Stagione
La stagione 2016-2017 inizia subito con la sconfitta in Supercoppa tedesca per mano del Bayern Monaco con il risultato di 2-0. La prima giornata di campionato inizia con una vittoria per 2-1 in casa sul Magonza, Successivamente però il campionato risulta essere piuttosto altalenante, alternando risultati positivi ad altri negativi rimanendo sempre distaccato dalla testa della classifica. Il 19 novembre arriva la vittoria per 1-0 sui rivali del Bayern Monaco. Per quanto riguarda la Champions League viene inserito nel girone con Real Madrid, Sporting Lisbona e Legia Varsavia. Proprio contro quest'ultima il 22 novembre arriva una vittoria record per 8-4, con ben 12 gol segnati in un'unica partita di Champions League.
L'11 aprile 2017 in occasione della gara d'andata dei quarti di finale di Champions League contro il Monaco la squadra viene colpita da un attentato mentre era sul bus per andare allo stadio. L'attentato è stato provocato da tre bombe esplose sul ciglio della strada proprio mentre passava il pullman della squadra giallonera. I danni sono stati principalmente per il difensore spagnolo Marc Bartra che era vicino al vetro che dava sull'esplosione: andando in frantumi, schegge di vetro si sono conficcate nel suo braccio destro e nel polso sinistro. Subito operato se l'è cavata con un braccio ingessato. Altri danni importanti non ne sono stati registrati, quindi fortunatamente c'è stata soltanto molta paura. Ancora ignote le cause dell'attentato su cui ha iniziato ad indagare la polizia tedesca. La partita è stata recuperata il giorno dopo alle 18:45 e si è conclusa con la vittoria del Monaco per 3-2. A fine stagione si piazza al terzo posto in campionato, dietro Bayern Monaco e Lipsia, guadagnando l'accesso diretto alla fase a gironi della prossima Champions League. Il 27 maggio 2017 vince la Coppa di Germania battendo in finale l'Eintracht Francoforte con il risultato di 2-1.

## Maglie e sponsor
| Casa | Trasferta | Terza maglia |

## Rosa
| N. |                          | Ruolo | Calciatore                |
| -- | ------------------------ | ----- | ------------------------- |
| 1  | Germania (bandiera)      | P     | Roman Weidenfeller        |
| 3  | Corea del Sud (bandiera) | D     | Park Joo-ho               |
| 4  | Serbia (bandiera)        | D     | Neven Subotić             |
| 5  | Spagna (bandiera)        | D     | Marc Bartra               |
| 6  | Germania (bandiera)      | C     | Sven Bender               |
| 7  | Francia (bandiera)       | C     | Ousmane Dembélé           |
| 8  | Turchia (bandiera)       | C     | Nuri Şahin                |
| 9  | Turchia (bandiera)       | A     | Emre Mor                  |
| 10 | Germania (bandiera)      | C     | Mario Götze               |
| 11 | Germania (bandiera)      | A     | Marco Reus (capitano)     |
| 13 | Portogallo (bandiera)    | D     | Raphaël Guerreiro         |
| 14 | Svezia (bandiera)        | A     | Alexander Isak            |
| 17 | Gabon (bandiera)         | A     | Pierre-Emerick Aubameyang |
| 18 | Germania (bandiera)      | C     | Sebastian Rode            |
| 20 | Colombia (bandiera)      | A     | Adrián Ramos              |

| N. |                        | Ruolo | Calciatore                |
| -- | ---------------------- | ----- | ------------------------- |
| 21 | Germania (bandiera)    | A     | André Schürrle            |
| 22 | Stati Uniti (bandiera) | C     | Christian Pulisic         |
| 23 | Giappone (bandiera)    | C     | Shinji Kagawa             |
| 24 | Spagna (bandiera)      | C     | Mikel Merino              |
| 25 | Grecia (bandiera)      | D     | Sōkratīs Papastathopoulos |
| 26 | Polonia (bandiera)     | D     | Łukasz Piszczek           |
| 27 | Germania (bandiera)    | C     | Gonzalo Castro            |
| 28 | Germania (bandiera)    | C     | Matthias Ginter           |
| 29 | Germania (bandiera)    | D     | Marcel Schmelzer          |
| 30 | Germania (bandiera)    | C     | Felix Passlack            |
| 33 | Germania (bandiera)    | C     | Julian Weigl              |
| 37 | Germania (bandiera)    | D     | Erik Durm                 |
| 38 | Svizzera (bandiera)    | P     | Roman Bürki               |
| 39 | Germania (bandiera)    | P     | Hendrik Bonmann           |

## Calciomercato

### Sessione estiva(dall'1/7 al 31/8)
La sessione di mercato estiva della squadra è molto attiva in entrambi i fronti: sul fronte delle cessioni lasciano la squadra tre giocatori illustri ovvero Hnerikh Mkhitaryan, ceduto al Manchester United per 42 milioni di euro, İlkay Gündoğan ceduto al Manchester City per 27 milioni di euro e Mats Hummels che fa ritorno ai rivali del Bayern Monaco, squadra in cui è cresciuto prima del passaggio ai gialloneri, per una cifra vicina ai 40 milioni di euro. Ancor più movimentata è la situazione delle entrate: infatti vengono acquistati ben 8 giocatori tutti di età mediamente giovane seguendo la politica del club. Gli acquisti più illustri sono il ritorno in maglia giallonera di Mario Götze dal Bayern Monaco per una cifra vicina ai 30 milioni di euro, l'acquisto di André Schürrle dal Wolfsburg per 30 milioni di euro e l'acquisto del giovane talentoso Ousmane Dembélé dal Rennes per 15 milioni di euro.
| Acquisti | Acquisti             | Acquisti      | Acquisti                |
| R.       | Nome                 | da            | Modalità                |
| -------- | -------------------- | ------------- | ----------------------- |
| A        | André Schürrle       | Wolfsburg     | definitivo (30 mln €)   |
| C        | Mario Götze          | Bayern Monaco | definitivo (26 mln €)   |
| C        | Ousmane Dembélé      | Rennes        | definitivo (15 mln €)   |
| C        | Sebastian Rode       | Bayern Monaco | definitivo (12 mln €)   |
| D        | Raphaël Guerreiro    | Lorient       | definitivo (12 mln €)   |
| D        | Marc Bartra          | Barcellona    | definitivo (8 mln €)    |
| A        | Emre Mor             | Nordsjælland  | definitivo (7 mln €)    |
| C        | Mikel Merino         | Osasuna       | definitivo (3,75 mln €) |
| D        | Jannik Bandowski     | Monaco 1860   | fine prestito           |
| C        | Jakub Błaszczykowski | Fiorentina    | fine prestito           |

| Cessioni | Cessioni             | Cessioni        | Cessioni              |
| R.       | Nome                 | a               | Modalità              |
| -------- | -------------------- | --------------- | --------------------- |
| C        | Henrix Mxit'aryan    | Manchester Utd  | definitivo (42 mln €) |
| D        | Mats Hummels         | Bayern Monaco   | definitivo (38 mln €) |
| C        | İlkay Gündoğan       | Manchester City | definitivo (27 mln €) |
| C        | Jakub Błaszczykowski | Wolfsburg       | definitivo (5 mln €)  |
| C        | Moritz Leitner       | Lazio           | definitivo (2 mln €)  |
| D        | Jannik Bandowski     | Bochum          | gratuito              |

### Sessione invernale(dal 4/1 all'1/2)
| Acquisti | Acquisti       | Acquisti | Acquisti             |
| R.       | Nome           | da       | Modalità             |
| -------- | -------------- | -------- | -------------------- |
| A        | Alexander Isak | Solberg  | definitivo (8,6 mln) |

| Cessioni | Cessioni      | Cessioni | Cessioni                   |
| R.       | Nome          | a        | Modalità                   |
| -------- | ------------- | -------- | -------------------------- |
| A        | Adrián Ramos  | Granada  | prestito                   |
| D        | Neven Subotić | Colonia  | prestito oneroso (500.000) |

## Risultati

### Bundesliga

#### Girone di andata
| Arbitro: | Robert Hartmann |

|                           |           |            |
| Aubameyang 17’ 89’ (rig.) | Marcatori | 90+2’ Mutō |

| Arbitro: | Wolfgang Stark |

|           |           |  |
| Keïta 89’ | Marcatori |  |

| Arbitro: | Benjamin Brand |

|                                                      |           |  |
| Castro 7’ 78’ Ramos 48’ Pulisic 54’ Rode 84’ Mor 88’ | Marcatori |  |

| Arbitro: | Daniel Siebert |

|            |           |                                                          |
| Didavi 53’ | Marcatori | 4’ Guerreiro 17’ 62’ Aubameyang 58’ Dembélé 73’ Piszczek |

| Arbitro: | Christian Dingert |

|                                             |           |             |
| Aubameyang 45’ Piszczek 53’ Guerreiro 90+1’ | Marcatori | 60’ Philipp |

| Arbitro: | Manuel Gråfe |

|                            |           |  |
| Mehmedi 10’ Chicharito 79’ | Marcatori |  |

| Arbitro: | Patrick Ittrich |

|                |           |             |
| Aubameyang 80’ | Marcatori | 51’ Stocker |

| Arbitro: | Felix Zwayer |

|                          |           |                                        |
| Cohen 6’ Lezcano 24’ 59’ | Marcatori | 58’ Aubameyang 69’ Ramos 90+1’ Pulisic |

| Dortmund 29 ottobre 2016, ore 18:30 CEST 9ª giornata | Borussia Dortmund | 0 – 0 referto | Schalke 04 | Signal Iduna Park (80.179 spett.)\| Arbitro: \| Felix Brych \| |
| Arbitro:                                             | Felix Brych       |               |            |                                                                |

| Arbitro: | Sascha Stegemann |

|                |           |                                       |
| Müller 55’ 81’ | Marcatori | 4’ 23’ 27’ 48’ Aubameyang 76’ Dembélé |

| Arbitro: | Tobias Stieler |

|                |           |  |
| Aubameyang 11’ | Marcatori |  |

| Arbitro: | Wolfgang Stark |

|                          |           |                |
| Huszti 46’ Seferović 79’ | Marcatori | 77’ Aubameyang |

| Arbitro: | Marco Fritz |

|                                            |           |            |
| Aubameyang 7’ 69’ Piszczek 15’ Dembélé 64’ | Marcatori | 6’ Raffael |

| Arbitro: | Felix Zwayer |

|             |           |          |
| Rudņevs 29’ | Marcatori | 90’ Reus |

| Arbitro: | Benjamin Brand |

|                   |           |                          |
| Uth 3’ Wagner 20’ | Marcatori | 11’ Götze 48’ Aubameyang |

| Arbitro: | Guido Winkmann |

|             |           |        |
| Dembélé 47’ | Marcatori | 33’ Ji |

#### Girone di ritorno
| Arbitro: | Daniel Siebert |

|             |           |                          |
| Bartels 59’ | Marcatori | 5’ Schürrle 71’ Piszczek |

| Arbitro: | Felix Zwayer |

|           |           |         |
| Latza 83’ | Marcatori | 3’ Reus |

| Arbitro: | Tobias Stieler |

|                |           |  |
| Aubameyang 35’ | Marcatori |  |

| Arbitro: | Wolfgang Stark |

|                    |           |               |
| Boyd 21’ Čolak 67’ | Marcatori | 44’ Guerreiro |

| Arbitro: | Günter Perl |

|                                           |           |  |
| Bruma 20’ (aut.) Piszczek 48’ Dembélé 59’ | Marcatori |  |

| Arbitro: | Daniel Siebert |

|  |           |                                         |
|  | Marcatori | 13’ Papastathopoulos 55’ 70’ Aubameyang |

| Arbitro: | Christian Dingert |

|                                                                               |           |                         |
| Dembélé 6’ Aubameyang 26’ 69’ Pulisic 77’ Schürrle 85’ (rig.) Guerreiro 90+2’ | Marcatori | 48’ Volland 74’ Wendell |

| Arbitro: | Robert Hartmann |

|                            |           |                |
| Kalou 11’ Plattenhardt 71’ | Marcatori | 55’ Aubameyang |

| Arbitro: | Daniel Siebert |

|                |           |  |
| Aubameyang 14’ | Marcatori |  |

| Arbitro: | Felix Zwayer |

|            |           |                |
| Kehrer 77’ | Marcatori | 53’ Aubameyang |

| Arbitro: | Markus Schmidt |

|                                        |           |  |
| Castro 13’ Kagawa 81’ Aubameyang 90+2’ | Marcatori |  |

| Arbitro: | Marco Fritz |

|                                                 |           |               |
| Ribéry 4’ Lewandowski 10’ 68’ (rig.) Robben 49’ | Marcatori | 20’ Guerreiro |

| Arbitro: | Robert Hartmann |

|                                     |           |            |
| Reus 2’ Sokratis 34’ Aubameyang 86’ | Marcatori | 29’ Fabián |

| Arbitro: | Wolfgang Stark |

|                                 |           |                                              |
| Stindl 43’ Schmelzer 48’ (aut.) | Marcatori | 10’ (rig.) Reus 59’ Aubameyang 87’ Guerreiro |

| Dortmund 29 aprile 2017, ore 15:30 CEST 31ª giornata | Borussia Dortmund | 0 – 0 referto | Colonia | Signal Iduna Park (81.360 spett.)\| Arbitro: \| Tobias Stieler \| |
| Arbitro:                                             | Tobias Stieler    |               |         |                                                                   |

| Arbitro: | Felix Brych |

|                        |           |                     |
| Reus 4’ Aubameyang 82’ | Marcatori | 86’ (rig.) Kramarić |

| Arbitro: | Sascha Stegemann |

|                 |           |                |
| Finnbogason 28’ | Marcatori | 32’ Aubameyang |

| Arbitro: | Günter Perl |

|                                 |           |                                    |
| Reus 32’ 75’ Aubameyang 42’ 89’ | Marcatori | 7’ Junuzović 46’ Bartels 68’ Kruse |

### Coppa di Germania
| Arbitro: | Manuel Gräfe |

|  |           |                            |
|  | Marcatori | 8’ 33’ Kagawa 45’ Schürrle |

| Arbitro: | Jochen Dress |

|                      |                      |                        |
| Parensen 45’ (aut.)  | Marcatori            | 81’ Skrzybski          |
| Dembélé Ginter Götze | Tiri di rigore 3 – 0 | Kroos Fürstner Hosiner |

| Arbitro: | Deniz Aytekin |

|                                   |                      |                                           |
| Reus 47’                          | Marcatori            | 27’ Kalou                                 |
| Dembélé Pulisic Aubameyang Castro | Tiri di rigore 3 – 2 | Lustenberger Darida Esswein Allagui Kalou |

| Arbitro: | Felix Brych |

|  |           |                                        |
|  | Marcatori | 57’ Pulisic 66’ Schürrle 83’ Schmelzer |

| Arbitro: | Manuel Gräfe |

|                             |           |                                     |
| J. Martínez 28’ Hummels 41’ | Marcatori | 19’ Reus 69’ Aubameyang 74’ Dembélé |

| Arbitro: | Deniz Aytekin |

|           |           |                                  |
| Rebić 29’ | Marcatori | 8’ Dembélé 67’ (rig.) Aubameyang |

### UEFA Champions League

#### Fase a gironi
| Arbitro: | Sergej Karasëv |

|  |           |                                                                                  |
|  | Marcatori | 7’ Götze 15’ Papastathopoulos 17’ Bartra 51’ Guerreiro 76’ Castro 87’ Aubameyang |

| Arbitro: | Mark Clattenburg |

|                             |           |                        |
| Aubameyang 43’ Schürrle 87’ | Marcatori | 17’ Ronaldo 68’ Varane |

| Arbitro: | Damir Skomina |

|              |           |                         |
| B. César 67’ | Marcatori | 9’ Aubameyang 43’ Weigl |

| Arbitro: | Danny Makkelie |

|           |           |  |
| Ramos 12’ | Marcatori |  |

| Arbitro: | Martin Strömbergsson |

|                                                                                        |           |                                              |
| Kagawa 17’ 18’ Şahin 20’ Dembélé 29’ Reus 32’ 52’ Passlack 81’ Rzeźniczak 90+2’ (aut.) | Marcatori | 10’ 24’ Prijović 57’ Kucharczyk 83’ Nikolics |

| Arbitro: | Szymon Marciniak |

|                 |           |                         |
| Benzema 28’ 53’ | Marcatori | 60’ Aubameyang 88’ Reus |

#### Fase ad eliminazione diretta
| Arbitro: | Nicola Rizzoli |

|               |           |  |
| Mītroglou 48’ | Marcatori |  |

| Arbitro: | Martin Atkinson |

|                                   |           |  |
| Aubameyang 4’ 61’ 85’ Pulisic 59’ | Marcatori |  |

| Arbitro: | Daniele Orsato |

|                        |           |                                  |
| Dembélé 57’ Kagawa 84’ | Marcatori | 19’ 79’ Mbappé 35’ (aut.) Bender |

| Arbitro: | Damir Skomina |

|                                  |           |          |
| Mbappé 3’ Falcao 17’ Germain 81’ | Marcatori | 48’ Reus |

### Supercoppa di Germania
| Arbitro: | Tobias Welz |

|  |           |                      |
|  | Marcatori | 58’ Vidal 79’ Müller |

## Statistiche

### Statistiche di squadra
Statistiche aggiornate a maggio 2017
| Competizione           | Punti     | In casa | In casa | In casa | In casa | In casa | In casa | In trasferta | In trasferta | In trasferta | In trasferta | In trasferta | In trasferta | Totale | Totale | Totale | Totale | Totale | Totale | DR  |
| Competizione           | Punti     | G       | V       | N       | P       | Gf      | Gs      | G            | V            | N            | P            | Gf           | Gs           | G      | V      | N      | P      | Gf     | Gs     | DR  |
| ---------------------- | --------- | ------- | ------- | ------- | ------- | ------- | ------- | ------------ | ------------ | ------------ | ------------ | ------------ | ------------ | ------ | ------ | ------ | ------ | ------ | ------ | --- |
| Bundesliga             | 64        | 17      | 13      | 4       | 0       | 41      | 12      | 17           | 5            | 6            | 6            | 31           | 28           | 34     | 18     | 10     | 6      | 72     | 40     | +32 |
| Coppa di Germania      | Vincitore | 2       | 0       | 2       | 0       | 2       | 2       | 3            | 3            | 0            | 0            | 9            | 2            | 6      | 4      | 2      | 0      | 13     | 5      | +8  |
| Supercoppa di Germania | Finalista | -       | -       | -       | -       | -       | -       | -            | -            | -            | -            | -            | -            | 1      | 0      | 0      | 1      | 0      | 2      | -2  |
| Champions League       | 14        | 5       | 3       | 1       | 1       | 17      | 9       | 5            | 2            | 1            | 2            | 11           | 7            | 10     | 5      | 2      | 3      | 28     | 16     | +12 |
| Totale                 | 78        | 24      | 16      | 7       | 1       | 60      | 23      | 25           | 10           | 7            | 8            | 51           | 37           | 51     | 27     | 14     | 10     | 113    | 63     | +50 |

### Andamento in campionato
| Giornata  | 1 | 2 | 3 | 4 | 5 | 6 | 7 | 8 | 9 | 10 | 11 | 12 | 13 | 14 | 15 | 16 | 17 | 18 | 19 | 20 | 21 | 22 | 23 | 24 | 25 | 26 | 27 | 28 | 29 | 30 | 31 | 32 | 33 | 34 |
| --------- | - | - | - | - | - | - | - | - | - | -- | -- | -- | -- | -- | -- | -- | -- | -- | -- | -- | -- | -- | -- | -- | -- | -- | -- | -- | -- | -- | -- | -- | -- | -- |
| Luogo     | C | T | C | T | C | T | C | T | C | T  | C  | T  | C  | T  | T  | C  | T  | T  | C  | T  | C  | T  | C  | T  | C  | T  | C  | T  | C  | T  | C  | C  | T  | T  |
| Risultato | V | P | V | V | V | P | N | N | N | V  | V  | P  | V  | N  | N  | N  | V  | N  | V  | P  | V  | V  | V  | P  | V  | N  | V  | P  | V  | V  | N  | V  | N  | V  |
| Posizione | 4 | 8 | 5 | 3 | 2 | 3 | 5 | 6 | 6 | 5  | 3  | 7  | 6  | 6  | 5  | 6  | 4  | 4  | 4  | 4  | 3  | 3  | 3  | 3  | 3  | 4  | 4  | 4  | 4  | 3  | 4  | 3  | 3  | 3  |

Fonte:  Bundesliga – Classifiche , su sport.sky.it, sport.sky.it.
Legenda:

Luogo: C = Casa; T = Trasferta. Risultato: V = Vittoria; N = Pareggio; P = Sconfitta.

### Statistiche dei giocatori
In corsivo i giocatori che hanno lasciato la squadra a stagione già iniziata
| Giocatore           | Bundesliga | Bundesliga | Bundesliga  | Bundesliga | Coppa di Germania | Coppa di Germania | Coppa di Germania | Coppa di Germania | Champions League | Champions League | Champions League | Champions League | Supercoppa di Germania | Supercoppa di Germania | Supercoppa di Germania | Supercoppa di Germania | Totale   | Totale | Totale      | Totale     |
| Giocatore           | Presenze   | Reti       | Ammonizioni | Espulsioni | Presenze          | Reti              | Ammonizioni       | Espulsioni        | Presenze         | Reti             | Ammonizioni      | Espulsioni       | Presenze               | Reti                   | Ammonizioni            | Espulsioni             | Presenze | Reti   | Ammonizioni | Espulsioni |
| ------------------- | ---------- | ---------- | ----------- | ---------- | ----------------- | ----------------- | ----------------- | ----------------- | ---------------- | ---------------- | ---------------- | ---------------- | ---------------------- | ---------------------- | ---------------------- | ---------------------- | -------- | ------ | ----------- | ---------- |
| R. Weidenfeller     | 7          | -11        | 0           | 0          | 2                 | -1                | 0                 | 0                 | 2                | -6               | 0                | 0                | 0                      | -0                     | 0                      | 0                      | 11       | -18    | 0           | 0          |
| J. Park             | 2          | 0          | 0           | 0          | 0                 | 0                 | 0                 | 0                 | 0                | 0                | 0                | 0                | 0                      | 0                      | 0                      | 0                      | 2        | 0      | 0           | 0          |
| N. Subotić          | 0          | 0          | 0           | 0          | 0                 | 0                 | 0                 | 0                 | 0                | 0                | 0                | 0                | 0                      | 0                      | 0                      | 0                      | 0        | 0      | 0           | 0          |
| M. Bartra           | 19         | 0          | 5           | 0          | 4                 | 0                 | 1                 | 0                 | 7                | 1                | 1                | 0                | 1                      | 0                      | 0                      | 0                      | 31       | 1      | 7           | 0          |
| S. Bender           | 6          | 0          | 0           | 0          | 1                 | 0                 | 0                 | 0                 | 1                | 0                | 0                | 0                | 0                      | 0                      | 0                      | 0                      | 8        | 0      | 0           | 0          |
| O. Dembélé          | 32         | 6          | 7           | 0          | 6                 | 2                 | 2                 | 0                 | 10               | 2                | 1                | 0                | 1                      | 0                      | 1                      | 0                      | 49       | 10     | 11          | 0          |
| N. Şahin            | 5          | 0          | 1           | 0          | 1                 | 0                 | 0                 | 0                 | 3                | 1                | 0                | 0                | 0                      | 0                      | 0                      | 0                      | 9        | 1      | 1           | 0          |
| E. Mor              | 12         | 1          | 0           | 1          | 3                 | 0                 | 0                 | 0                 | 3                | 0                | 0                | 0                | 1                      | 0                      | 0                      | 0                      | 19       | 1      | 0           | 1          |
| M. Götze            | 11         | 1          | 1           | 0          | 1                 | 0                 | 0                 | 0                 | 4                | 1                | 1                | 0                | 0                      | 0                      | 0                      | 0                      | 16       | 2      | 2           | 0          |
| M. Reus             | 17         | 7          | 3           | 1          | 3                 | 2                 | 0                 | 0                 | 4                | 4                | 0                | 0                | 0                      | 0                      | 0                      | 0                      | 24       | 13     | 3           | 1          |
| R. Guerreiro        | 24         | 6          | 0           | 0          | 5                 | 0                 | 1                 | 0                 | 6                | 1                | 2                | 0                | 0                      | 0                      | 0                      | 0                      | 35       | 7      | 3           | 0          |
| A. Isak             | 0          | 0          | 0           | 0          | 1                 | 0                 | 0                 | 0                 | 0                | 0                | 0                | 0                | -                      | -                      | -                      | -                      | 1        | 0      | 0           | 0          |
| P. E. Aubameyang    | 32         | 31         | 3           | 0          | 4                 | 2                 | 0                 | 0                 | 9                | 7                | 1                | 0                | 1                      | 0                      | 0                      | 0                      | 46       | 40     | 4           | 0          |
| S. Rode             | 14         | 1          | 0           | 0          | 2                 | 0                 | 1                 | 0                 | 4                | 0                | 1                | 0                | 1                      | 0                      | 1                      | 0                      | 21       | 1      | 3           | 0          |
| A. Ramos            | 7          | 2          | 2           | 0          | 2                 | 0                 | 0                 | 0                 | 1                | 1                | 0                | 0                | 0                      | 0                      | 0                      | 0                      | 10       | 3      | 2           | 0          |
| A. Schürrle         | 15         | 2          | 3           | 0          | 3                 | 2                 | 1                 | 0                 | 6                | 1                | 0                | 0                | 1                      | 0                      | 0                      | 0                      | 25       | 5      | 4           | 0          |
| C. Pulisic          | 29         | 3          | 1           | 0          | 4                 | 1                 | 0                 | 0                 | 10               | 1                | 1                | 0                | 0                      | 0                      | 0                      | 0                      | 43       | 5      | 2           | 0          |
| S. Kagawa           | 21         | 1          | 3           | 0          | 3                 | 2                 | 0                 | 0                 | 5                | 3                | 0                | 0                | 1                      | 0                      | 0                      | 0                      | 30       | 6      | 3           | 0          |
| M. Merino           | 8          | 0          | 1           | 0          | 1                 | 0                 | 0                 | 0                 | 0                | 0                | 0                | 0                | 0                      | 0                      | 0                      | 0                      | 9        | 0      | 1           | 0          |
| S. Papastathopoulos | 26         | 2          | 7           | 0          | 5                 | 0                 | 2                 | 1                 | 9                | 1                | 2                | 0                | 1                      | 0                      | 0                      | 0                      | 41       | 3      | 11          | 1          |
| L. Piszczek         | 25         | 5          | 1           | 0          | 5                 | 0                 | 0                 | 0                 | 9                | 0                | 1                | 0                | 0                      | 0                      | 0                      | 0                      | 39       | 5      | 2           | 0          |
| G. Castro           | 28         | 3          | 5           | 0          | 6                 | 0                 | 2                 | 0                 | 7                | 1                | 1                | 0                | 1                      | 0                      | 0                      | 0                      | 42       | 4      | 8           | 0          |
| M. Ginter           | 29         | 0          | 4           | 0          | 5                 | 0                 | 0                 | 0                 | 8                | 0                | 2                | 0                | 0                      | 0                      | 0                      | 0                      | 42       | 0      | 6           | 0          |
| M. Schmelzer        | 26         | 0          | 3           | 0          | 5                 | 1                 | 0                 | 0                 | 7                | 0                | 2                | 0                | 1                      | 0                      | 0                      | 0                      | 39       | 1      | 5           | 0          |
| F. Passlack         | 10         | 0          | 1           | 0          | 2                 | 0                 | 0                 | 0                 | 2                | 1                | 1                | 0                | 1                      | 0                      | 1                      | 0                      | 15       | 1      | 3           | 0          |
| J. Weigl            | 30         | 0          | 2           | 0          | 3                 | 0                 | 2                 | 0                 | 9                | 1                | 1                | 0                | 1                      | 0                      | 0                      | 0                      | 43       | 1      | 5           | 0          |
| E. Durm             | 13         | 0          | 1           | 0          | 3                 | 0                 | 0                 | 0                 | 4                | 0                | 0                | 0                | 0                      | 0                      | 0                      | 0                      | 20       | 0      | 1           | 0          |
| R. Bürki            | 27         | -29        | 2           | 0          | 4                 | -4                | 1                 | 0                 | 8                | -10              | 1                | 0                | 1                      | -2                     | 0                      | 0                      | 40       | -45    | 4           | 0          |
| H. Bonmann          | 0          | -0         | 0           | 0          | 0                 | -0                | 0                 | 0                 | 0                | -0               | 0                | 0                | 0                      | -0                     | 0                      | 0                      | 0        | -0     | 0           | 0          |